# Большое Коянды
Большое Коянды (каз. Үлкен Қоянды) — озеро в Фёдоровском районе Костанайской области Казахстана. Находится в 6 км к северо-западу от посёлка Костычевский.
По данным топографической съёмки 1943 года, площадь поверхности озера составляет 1,3 км². Наибольшая длина озера — 1,3 км, наибольшая ширина — 1,2 км. Длина береговой линии составляет 4,2 км, развитие береговой линии — 1,03. Озеро расположено на высоте 201,6 м над уровнем моря.